# Il était une fois... Franck Dubosc
Pour les articles homonymes, voir Il était une fois.

Il était une fois...Franck Dubosc est le troisième spectacle de l'humoriste Franck Dubosc, produit en 2008-2010.

## Argument
Du ventre de Janine aux premiers pas sur scène, l'histoire d'un petit garçon bien ordinaire... à la vie peu ordinaire...
Mon père me disait "vise la lune au pire tu toucheras une étoile"... Je touchais déjà pas les ASSEDIC !...
Il y avait bien de quoi se faire des cheveux blancs, non?
Pour toi public, je vais faire revivre mes amis mes amours mes emmerdes... Et mes petits boutons sur le front.
Le spectacle a eu lieu notamment au Palais des sports de Paris du 18 novembre au 4 janvier 2009 à guichet fermé. 
Pour sa dernière à l'Olympia le samedi 16 octobre 2010, Franck était en direct sur TF1 dans "la dernière de Franck Dubosc" présenté par Nikos Aliagas tout comme la dernière de Gad Elmaleh.

## Fiche Technique
- Réalisation : Gérard Pullicino
- Production : Gilles Petit, Marie-Laurence Berthon et Gilbert Rozon
- Interprété par : Franck Dubosc
- Avec la participation de : Floriane Vincent dit La cendrillon du Dance Floor
- Sortie du DVD : 10 novembre 2009
- Durée : 120 minutes